# Jean-Baptiste Bouchardon
Jean-Baptiste Bouchardon, född 1667 i Saint-Didier-en-Velay i Haute-Loire, död 15 januari 1742 i Chaumont, var en fransk skulptör och arkitekt, far till skulptörerna Edmé och Jacques-Philippe Bouchardon.